# Tribe of Gypsies
Tribe of Gypsies es una banda estadounidense de Hard rock/Heavy metal con influencias latinas. 

## Carrera
Fue formada en 1996 por el guitarrista y productor Roy Z, famoso por su trabajo como guitarrista líder en los discos Balls to Picasso, Accident of Birth, The Chemical Wedding y Tyranny of Souls de Bruce Dickinson.
Junto a Roy Z (quien se encarga de la mayoría de las composiciones), la banda está compuesta por Elvis Balladares, Chas West, Christian Byrne, Ray Rodríguez, Dave Moreno y Juan Pérez. 
Han grabado 5 discos, Tribe Of Gypsies (1996), Nothing Lasts Forever (1997), Revolución 13 (1998), III (2000) y Dweller On The Threshold (2006). 

## Músicos
- Roy Z: Guitarra
- Elvis Balladares: Percusión
- Chas West: Voz
- Ray Rodríguez: Teclados
- Dave Moreno: Batería
- Juan Pérez: Bajo

## Discografía
- Tribe Of Gypsies (1996)
- Nothing Lasts Forever (1997)
- Revolución 13 (1998)
- III (2000)
- Dweller On The Threshold (2006)